# Mieczysław Burhardt

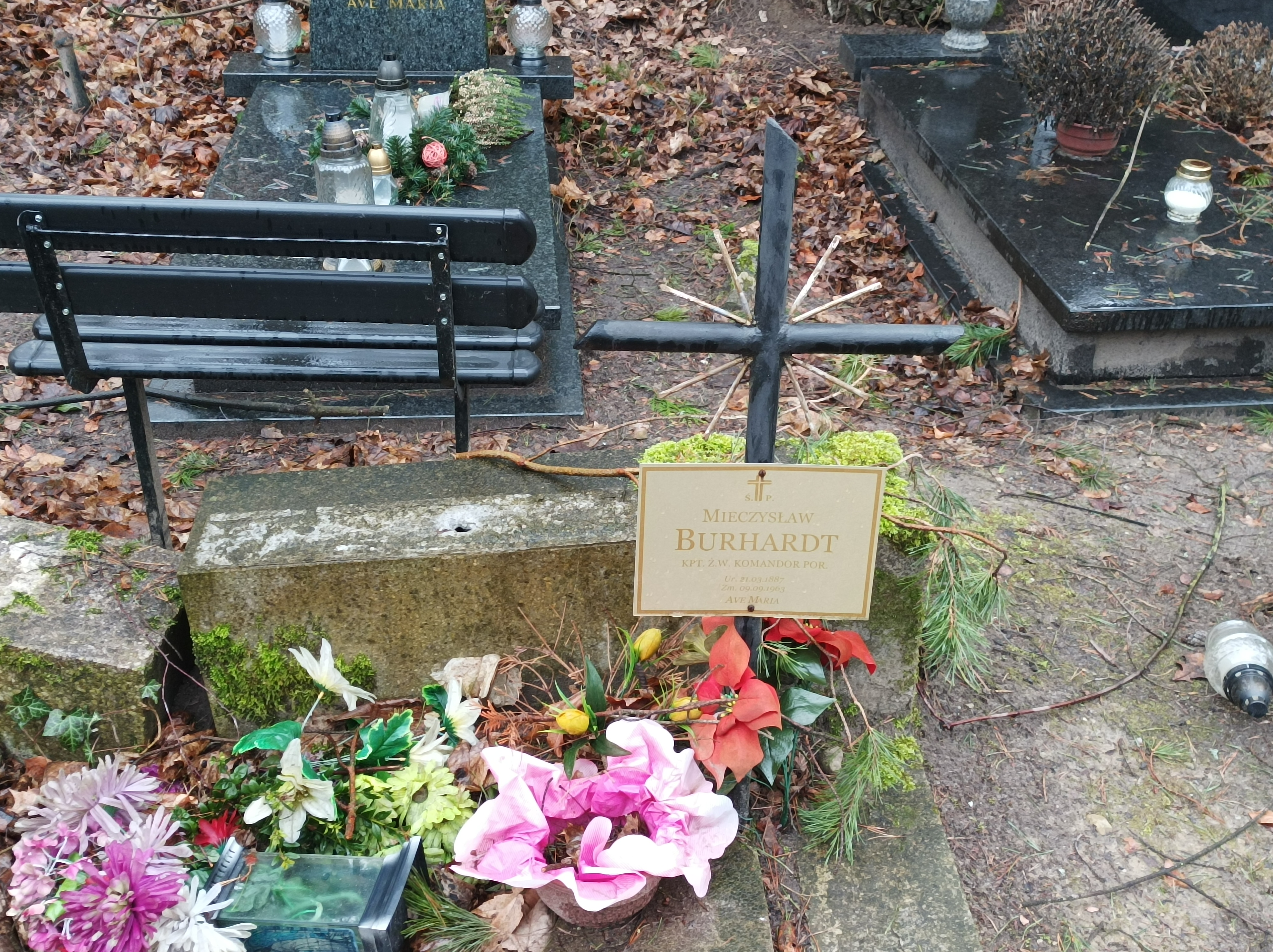
Grób Mieczysława Burhardta na Cmentarzu Srebrzysko

Mieczysław Burhardt (ur. 21 marca 1887, zm. 9 października 1963) – komandor porucznik Marynarki Wojennej, kapitan żeglugi wielkiej.

## Życiorys
Urodził się 21 marca 1887 w majątku Podgaj k. Kiejdan, w ówczesnym powiecie kowieńskim guberni kowieńskiej, w rodzinie Michała Innocentego h. Grzymała (1838-1907), doktora medycyny, i Antoniny Bogumiły z Medekszów h. Lis (1863–1933). Był bratem Józefy Emilii (1880–1909), Gabrieli Adeli (1882–1884), Janiny Marii (1883–1924), działaczki niepodległościowej, Aleksandra (1885–1976), adwokata, Stanisława (1889–1940), sędziego okręgowego, Jadwigi Marii (ur. 1895) i Stefana (1899–1991), bibliotekarza.
Uczestniczył w wojnie rosyjsko-japońskiej. Absolwent Wojskowy Szkoły Morskiej w Petersburgu z 1907 w ramach Marynarki Wojennej Imperium Rosyjskiego. Następnie wyruszył w podróż dookoła świata. Od 1908 do 1912 był w służbie na Dalekim Wschodzie. Po przeniesieniu do rezerwy zamieszkiwał w Wiłkomierzu i Podgaju.
Po wybuchu I wojny światowej w 1914 powołany do armii rosyjskiej jako kapitan marynarki, po czym odbywał służbę na Morzu Bałtyckim. 17 kwietnia 1917 wstąpił do Dywizji Strzelców Polskich.
Po odzyskaniu przez Polskę niepodległości w 1919 wstąpił do polskiej Marynarki Wojennej. Zweryfikowany do stopnia komandora porucznika w 1921. Wówczas był szefem Wydziału Ogólnego Kierownictwa Marynarki Wojennej. Służył jako szef adiutantury w Departamencie Morskim. Następnie pełnił funkcję dowódcy polskich transportowców: ORP Warta (od 3 czerwca do 1 października 1924) i ORP Wilia (od 8 sierpnia 1925 do 4 sierpnia 1926). 5 stycznia 1927 objął stanowisko komendanta Portu Wojennego w Modlinie. W kwietniu 1928 został zwolniony z zajmowanego stanowiska i oddany do dyspozycji dowódcy Okręgu Korpusu Nr I, a z dniem 31 października tego roku przeniesiony w stan spoczynku.
Po zakończeniu służby wojskowej wstąpił do marynarki handlowej i uzyskał dyplom kapitana żeglugi wielkiej. W 1929 był dowódcą statku SS Łódź.
W 1923 jego żoną została Alina Maria (ur. 1899), córka Mikołaja Rekosza h. Ostoja i Anieli z Bociarskich h. własnego. Mieli syna Pawła (ur. 1925). Ślubu udzielił im ks. Jan Pajkert, szef służby duszpasterstwa Marynarki Wojennej. Osiedli w majątku Ostojów.
Po I wojnie światowej pracował jako wykładowca w Szkole Morskiej w Gdańsku.
Zmarł 9 października 1963 i został pochowany na Cmentarzu Srebrzysko w Gdańsku.

## Ordery i odznaczenia
- Krzyż Kawalerski Orderu Odrodzenia Polski (2 maja 1922)[11][12]
- Krzyż Kawalerski Legii Honorowej – III Republika Francuska[13]
- Order Świętego Włodzimierza 4 stopnia z mieczami[4]
- Order Świętego Stanisława 2 stopnia z mieczami[4]
- Order Świętej Anny 3 stopnia z mieczami[4]
- Order Świętej Anny 4 stopnia z mieczami[4]